# Argelia (Cauca)
Pour les articles homonymes, voir Argelia.
Argelia est une municipalité située dans le département de Cauca, en Colombie.